# キアラ・バンライク
キアラ・バンライク（Kiera Van Ryk、1999年1月6日 - ）は、カナダの女子バレーボール選手。カナダ代表。

## 来歴

### クラブチーム
ニューウエストミンスター出身。2017～2019年にかけてブリティッシュコロンビア大学サンダーバード校でプレーし、2018/19シーズンはUスポーツバレーボール選手権でMVPを受賞し、Uスポーツの女子バレーボール部門におけるメアリーライオンズ賞を受賞した。2019/20シーズンはイタリアセリエAの強豪ベルガモに入団した。2020/21シーズンはポーランドのKSディヴェロプレス・ジェシュフと契約し、エースとして活躍。欧州チャンピオンズリーグに出場した。2021/22シーズンはトルコリーグのトゥルク・ハヴァ・ヨラーリと契約した。

### 代表チーム
大学在学中の2018年にカナダ代表に初選出された。同年のパンアメリカンカップでデビュー、銅メダルを獲得し自身もベストサーバー賞を受賞した。同年に日本で開催された世界選手権に出場した。2019年、チャレンジャーカップに出場し、優勝へ導いた。2021年、ネーションズリーグではエースとして牽引した。2022年、ネーションズリーグの予選ラウンドではベストサーバー部門1位となる活躍をみせた。同年9-10月の世界選手権に出場し過去最高の10位へ導いた。

## 球歴
- 世界選手権 - 2018年、2022年
- ネーションズリーグ - 2021年、2022年
- 北中米選手権 - 2019年、2021年

## 受賞歴
- 2018年 - パンアメリカンカップ ベストサーバー賞

## 所属クラブ
- ブリティッシュコロンビア大学（2017-2019年）
- ベルガモ（2019-2020年）
- KSディヴェロプレス・ジェシュフ（2020-2021年）
- テュルク・ハワ・ヨルラル（2021-2024年）
- ワクフバンク（2024年-）